# Амос Екгальє
Амос Екгальє (англ. Amos Ekhalie, нар. 8 липня 1988, Момбаса) — кенійський футболіст, півзахисник фінського клубу «Марієгамн», а також національної збірної Кенії.
Чемпіон Фінляндії. Володар кубка Фінляндії.

## Клубна кар'єра
У футболі дебютував 2004 року виступами за команду «Кост Старз», в якій провів три сезони. 
Своєю грою за цю команду привернув увагу представників тренерського штабу фінського клубу «Марієгамн», до складу якого приєднався 2007 року. Відіграв за команду з Марієгамна наступні п'ять сезонів своєї ігрової кар'єри.
Проте, спочатку був відданий в оренду в «ІФФК», де грав з 2008 до 2009 року, а згодом пограв в оренді за «Аланд» протягом 2009–2010 років.
Протягом 2013 року захищав кольори «Аланда» і шведської команди «Ескільстуна». 
До складу клубу «Марієгамн» приєднався 2014 року. Станом на 31 грудня 2019 року відіграв за команду з Аландських островів 161 матч в національному чемпіонаті. За цей час став чемпіоном Фінляндії і володарем кубка Фінляндії.

## Виступи за збірну
15 листопада 2016 року зіграв свій єдиний офіційний матч у складі національної збірної Кенії  в якому його команда мінімально обіграла Ліберію.

## Титули і досягнення
- Чемпіон Фінляндії (1):

«Марієгамн»: 2016
- Володар кубка Фінляндії (1):

«Марієгамн»: 2015